# 十貫寺梅軒
十貫寺 梅軒（じゅっかんじ ばいけん、1944年7月26日 - ）は、日本の俳優。所属事務所はロットスタッフ。静岡県出身。血液型はO型、身長164cm。

## 人物
資格：大型自動車・大型特殊自動車・自動二輪。
静岡県立浜松商業高等学校卒業。
趣味はジャズ。唐十郎主宰の状況劇場で活動していた。現在もその縁で、唐演出の舞台に客演する事が多い。
以前はサイアン・インターナショナルに所属していた。

## 出演

### テレビドラマ

#### 日本放送協会
- 峠の群像（1982年） - 寺坂信行
- 立花登・青春手控え（1982年）
- 春の波涛（1985年） - 金泉丑太郎
- 風の果て（2007年）
- あまちゃん（2013年） - 斉藤

#### 日本テレビ
- 太陽の犬（1988年） - 塩田
- もっとあぶない刑事（1988年） - 阿部幸広
- 火曜サスペンス劇場
  - 「刑事・鬼貫八郎」シリーズ（1996 - 2005年） - 島田刑事

#### TBS
- 恋人たちのいた場所（1986年）
- サラリーマン金太郎（2002年） - 野崎常務 役
- 砂の器（2004年）
- 逃亡者 RUNAWAY（2004年）
- コスメの魔法 Season2（2005年） - 栗原太一 役
- 月曜ドラマスペシャル
  - 「演歌・唱太郎の人情事件日誌1」（1996年） - 小宮山刑事 役
  - 「宗像教授の伝奇考2」（2003年）
  - 「ペルソナの微笑」（2004年）
  - 「捜し屋★諸星光介が走る!4・5・6」（2008年・2010年・2011年）

#### フジテレビ
- 新・座頭市 第2シリーズ 第3話 「天保元年駕籠戦争」（1978年1月23日） - 八公
- 裸の大将放浪記（31）「下駄の鳴る丘」（1989年1月15日）
- 東映不思議コメディーシリーズ
  - 美少女仮面ポワトリン（1990年） - 鯉のぼりの父
  - 不思議少女ナイルなトトメス（1991年） - 川崎家の幽霊
  - 有言実行三姉妹シュシュトリアン（1993年） - 怪人カメラ
- 世にも奇妙な物語'96聖夜の特別編「ゴリラ」（1996年12月24日）
- 救命病棟24時（2006年）
- 女王蜂（2006年）
- 嵐がくれたもの（2009年、東海テレビ）
- 花嫁のれん（2011年、東海テレビ）
- モメる門には福きたる（2013年、東海テレビ）
- リーガルハイ・スペシャル（2014年11月22日） - あおぞら交通 社長

#### テレビ朝日
- 忍者戦隊カクレンジャー 第35話（1994年） - 校長、カマイタチの声
- テツワン探偵ロボタック 第3話（1998年） - 柊大作
- はぐれ刑事純情派第16シリーズ - 第6話
- 相棒
  - （2004年） - 蜷川輝政
  - （2005年） - 堀内洋造
  - （2016年） - 山本幸一
- 土曜ワイド劇場
  - 「橘京子の調査報告書」（2005年）
  - 「仮釈放の女」（2005年）

### 映画
- 火まつり（1985年）
- 夢みるように眠りたい（1986年）
- 二十世紀少年読本（1989年）
- バカヤロー!2 幸せになりたい。 第1話「パパの立場もわかれ」（1989年）
- ZIPANG（1990年）
- みんな〜やってるか!（1995年）
- キッズリターン（1996年）
- 英二（1999年） - 塚田
- AIKI（2002年）
- マッスルヒート（2002年）
- 初恋（2006年）
- 暗いところで待ち合わせ（2006年）
- 日本の青空（2007年） - 吉田茂
- 恋するマドリ（2007年）
- 南京の真実 第1部「七人の死刑囚」（2008年） - 武藤章
- 世界で一番美しい夜（2008年）
- 新宿インシデント（2009年・香港映画、ジャッキー・チェン主演）
- 必死剣 鳥刺し（2010年）
- 死にゆく妻との旅路（2011年）
- 市民ポリス69（2011年）
- モンスター（2013年）
- 残穢（2016年） - 秋山さん

### Vシネマ
- 新・男樹（1997年）- 鬼道
- 殺しの掟（2005年）

### 舞台
- 風の又三郎
- 糸姫
- 腰巻おぼろ
- 吸血鬼
- 秘密の花園
- 透明人間
- シャケと軍手
- ベンガルの虎
- コルセット